# 網頁

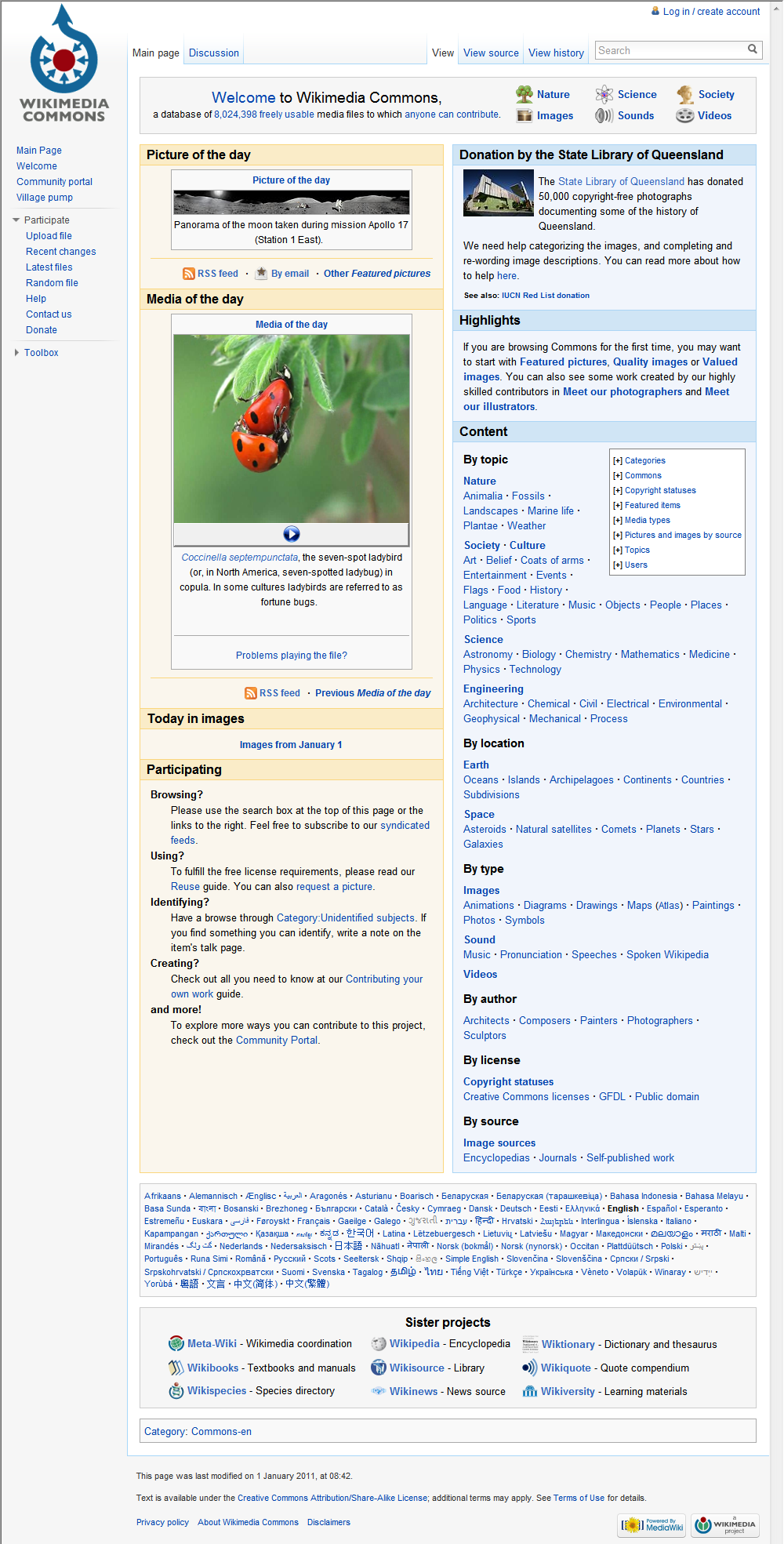
維基共享資源的網頁

網頁（英語：web page）是在全球資訊網上，可以用網頁瀏覽器存取的文件。網站一般是由許多同一域名下，以超連結互相連結的網頁。因此网页和網站的關係也有些類似書頁和書本的關係。

## 網頁瀏覽
每一個網頁均有其统一资源定位符（URL）。使用者可以在网页浏览器中輸入其URL，浏览器接收到網頁伺服器提供的資訊，透過浏览器引擎轉換為使用者在网页浏览器中看到的網頁。
若使用者单击或是觸控網頁中的超連結，浏览器會載入此網址的資訊，可能是此網站內的其他網頁，也可能是來自其他網站的內容。浏览器會有功能（例如地址栏）說明所顯示的是哪一個網頁。

## 元素

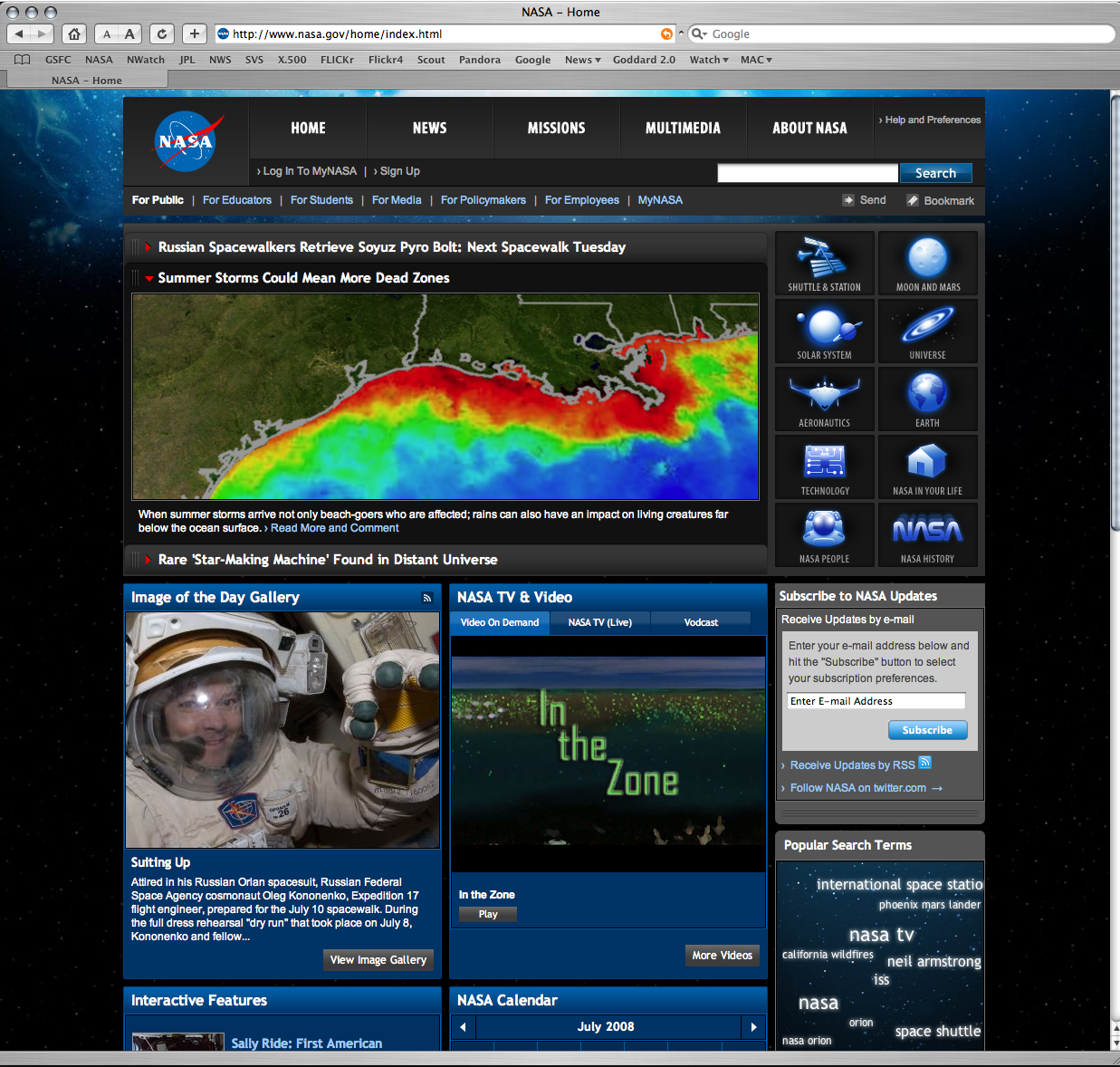
美国国家航空航天局自2008年起的首页

網頁屬於結構化文件。其核心元素是HTML格式的文本文件，其中有網頁的內容，包括了图像、影片等。
CSS是說明網頁呈现方式的規則，CSS規則可以放在獨立檔案裡，也可以放在HTML檔案內。
許多的網頁都有JavaScript程序，提供許多不同的行為。比較新的WebAssembly語言也可以達到類似功能。
网络应用程序是較複雜的網頁，將上述的元素以複雜的方式進行整合，有類似應用程式的效果。

## 佈署
以服务器端網頁佈署的角度來看，可將網頁分為兩種：靜態網頁及動態網頁。靜態網頁可以從網頁服务器裡的文件系统中讀取，不需進行任何修改，而動態網頁是由網頁服务器依使用者輸入直接生成的，一般會由数据库中讀取對應資料，填充到網頁模版裡，再送到使用者的瀏覽器上。像搜索结果页就是動態網頁的例子。

## 相關主題
- 域名
- 链接页
- 首頁
- 网页设计
- 网站地图
- 網站管理員
- 单页应用
- 渐进式网络应用程序
- Web组件